# Kirghizistan
Pour le parti politique, voir Kirghizistan (parti politique).
République kirghize
(ky) Кыргыз Республикасы 
(ru) Кыргызская Республика 
Le Kirghizistan, Kirghizstan ou la Kirghizie, (en kirghize Кыргызстан, Kyrgyzstan), en forme longue la République kirghize (Кыргыз Республикасы, Kyrgyz Respublikasy), est un pays enclavé d'Asie centrale, situé dans les chaînes de montagnes du Tian Shan et du Pamir. Bichkek est la capitale et la plus grande ville du pays. Le pays est bordé par le Kazakhstan au nord, l'Ouzbékistan à l'ouest, le Tadjikistan au sud et la Chine à l'est et au sud-est. Les Kirghizes ethniques constituent la majorité des 7 millions d'habitants du pays, suivis par d'importantes minorités d'Ouzbeks et de Russes. Les langues officielles sont le kirghize et le russe.
Bien que géographiquement isolé par son terrain très montagneux, le Kirghizstan a été au carrefour de plusieurs grandes civilisations grâce à la route de la soie et à d'autres routes commerciales. Habité par une succession de tribus et de clans, le Kirghizstan est périodiquement tombé sous la domination de plus grandes puissances, par exemple celle des nomades turciques, dont les ancêtres remontent à de nombreux États turciques. Il a d'abord été établi sous le nom de Khaganat kirghize du Ienisseï. Par la suite, au XIIIe siècle, le Kirghizstan a été conquis par les Mongols ; il a retrouvé son indépendance, mais a ensuite été envahi par le Khanat dzoungar.
Après la chute des Dzoungars, les Kirghizes et les Kiptchaks faisaient partie intégrante du Khanat de Kokand. En 1876, le Kirghizstan est annexé à l'Empire russe et, en 1936, la République socialiste soviétique kirghize est créée pour devenir une république constitutive de l'Union soviétique. À la suite des réformes démocratiques de Mikhaïl Gorbatchev en URSS, le candidat indépendantiste Askar Akaïev est élu président en 1990. Le 31 août 1991, le Kirghizstan déclare son indépendance de l'URSS et un gouvernement démocratique est établi. Le Kirghizstan accède à la souveraineté en tant qu'État-nation après l'éclatement de l'Union soviétique en décembre 1991.
Après l'indépendance, le Kirghizistan était officiellement une république présidentielle unitaire ; après la révolution des Tulipes en 2005, il est devenu une république parlementaire unitaire, bien qu'il ait progressivement développé un président exécutif et ait été gouverné comme une république semi-présidentielle avant de revenir à un système présidentiel en 2021 à la suite de la révolution de 2020. Depuis son indépendance de l'URSS, le pays a continué à subir des conflits ethniques, des révoltes, des troubles économiques, des gouvernements de transition et des conflits politiques.
Le Kirghizstan est membre de la Communauté des États indépendants, de l'Union économique eurasiatique, de l'Organisation du traité de sécurité collective, de l'Organisation de coopération de Shanghai, de l'Organisation de la coopération islamique, de l'Organisation pour la sécurité et la coopération en Europe, de l'Organisation des États turciques, de la Türskoy et des Nations unies. C'est un pays en développement classé 118e selon l'indice de développement humain et le deuxième pays le plus pauvre d'Asie centrale après le Tadjikistan voisin. L'économie de transition du pays dépend fortement des gisements d'or, de charbon et d'uranium.

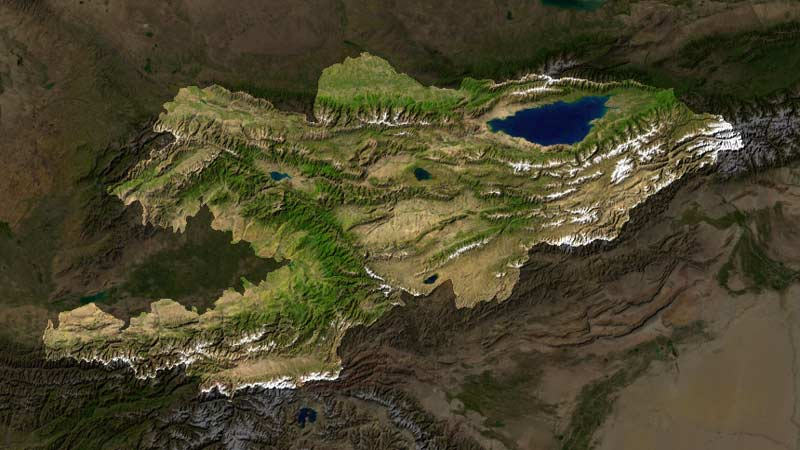
Vue satellite du Kirghizistan.

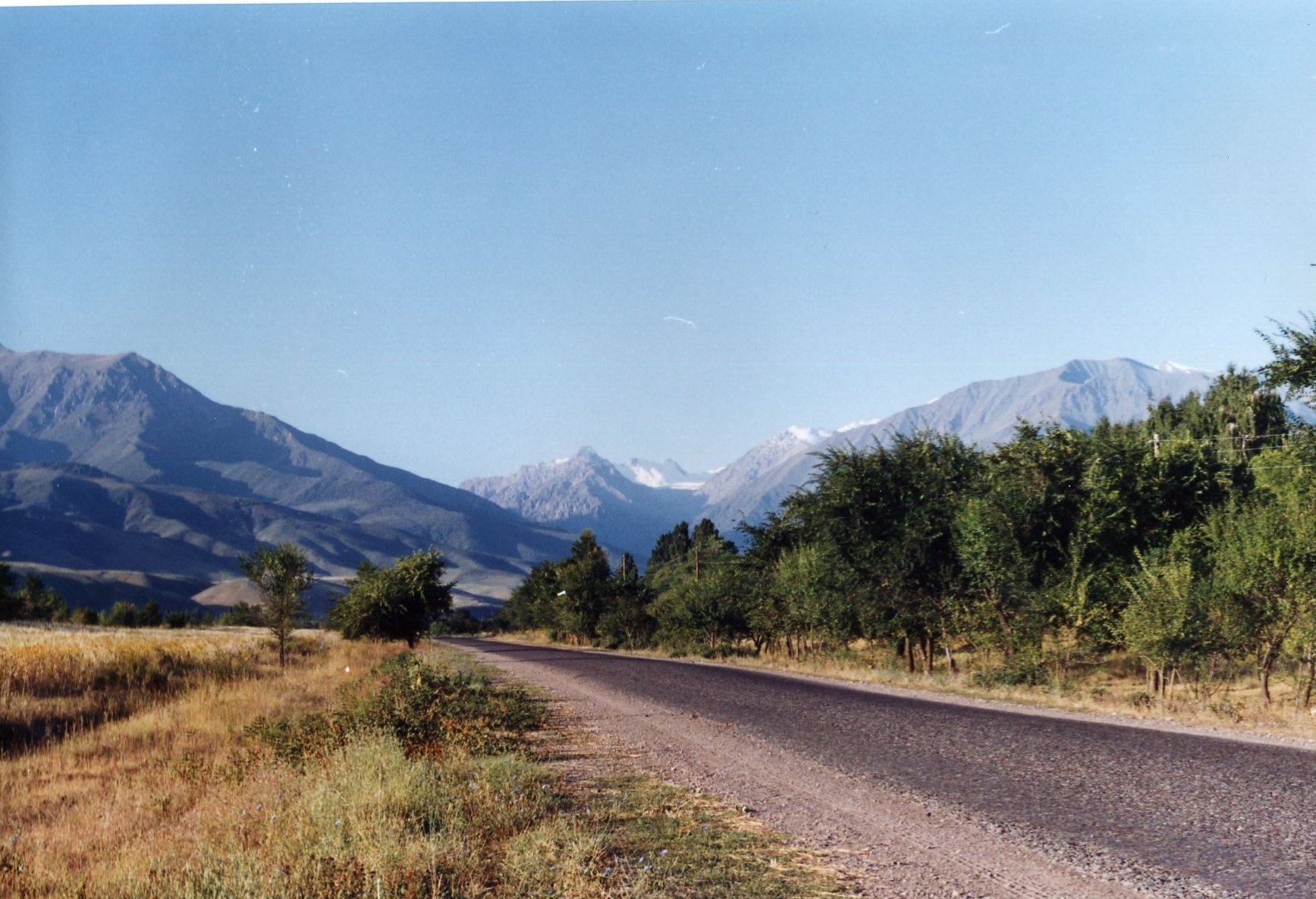
Vue depuis Bichkek sur la chaîne du Sud.

## Situation
Le Kirghizistan est un pays d’Asie centrale, encadré par le Kazakhstan au nord, la Chine à l'est et au sud, le Tadjikistan au sud-ouest et l'Ouzbékistan à l'ouest. D’une superficie de 198 500 km2, le pays est totalement enclavé et ne possède pas d’accès à la mer.

Paysages du Kirghizistan :
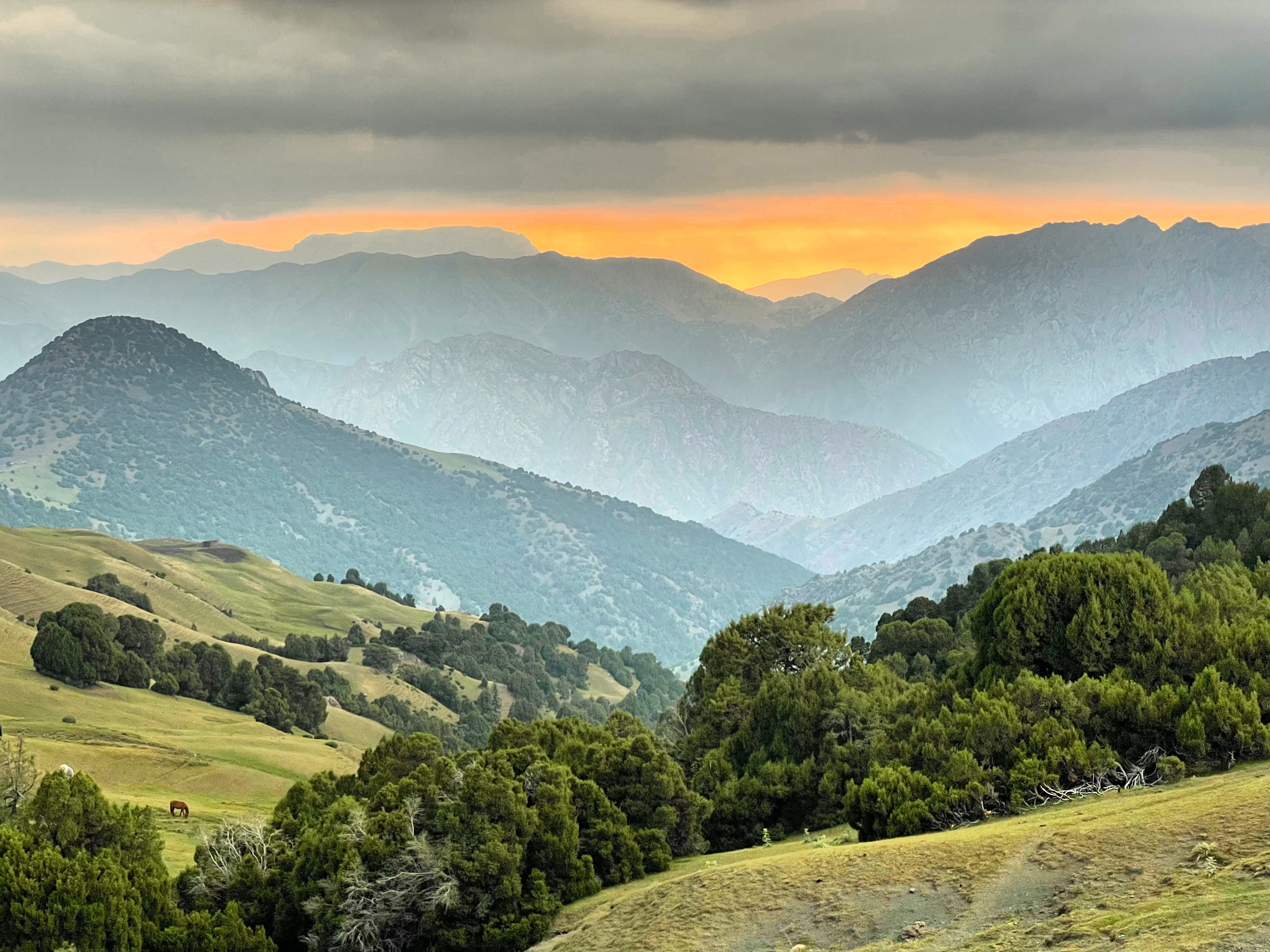
Le parc national de Kyrgyz-ata dans les Monts Alaï.
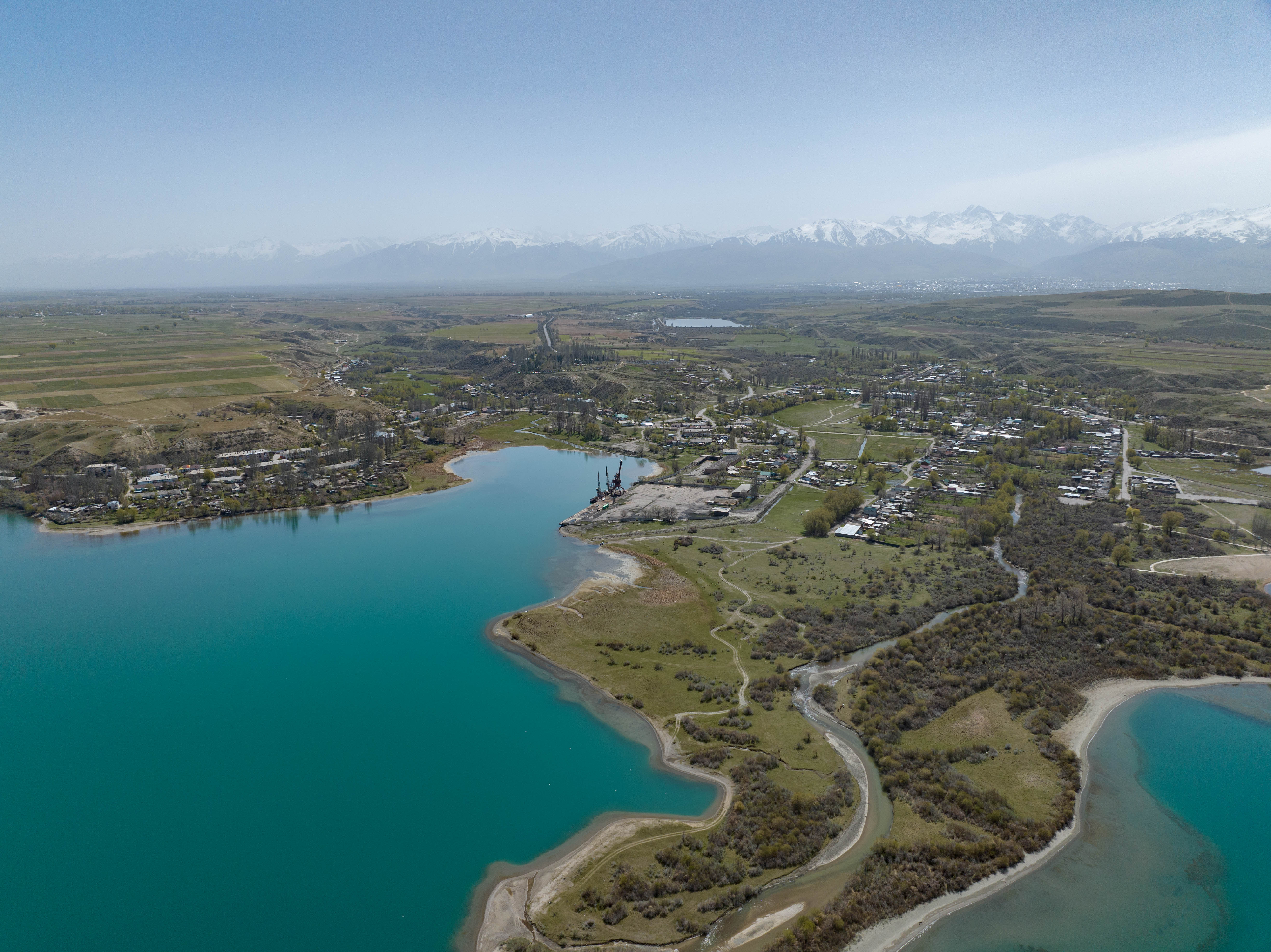
Pristan'-Prjeval'sk au bord de l'Yssyk Koul.
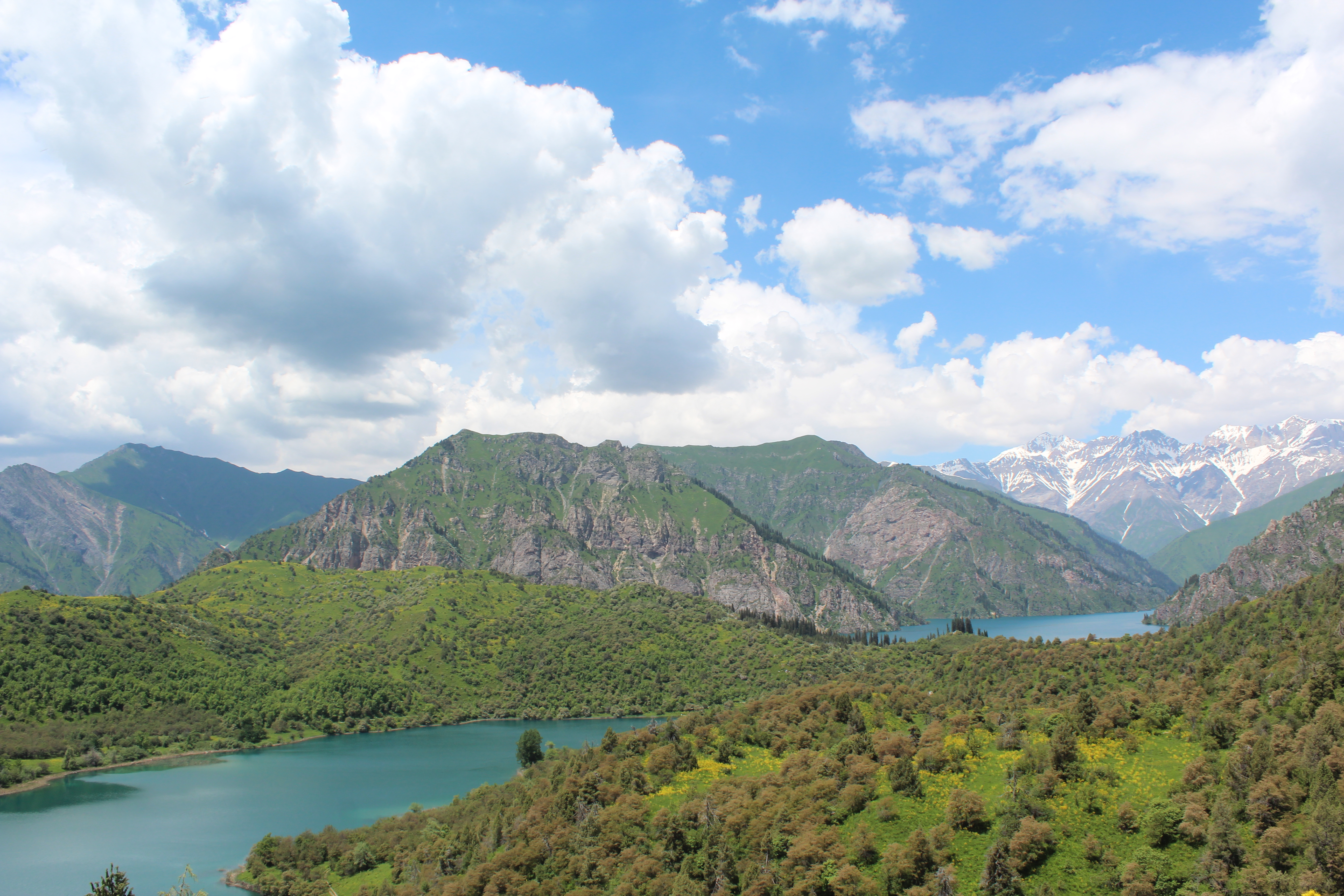
Réserve naturelle de Sary-Chelek dans la province de Djalal-Abad.
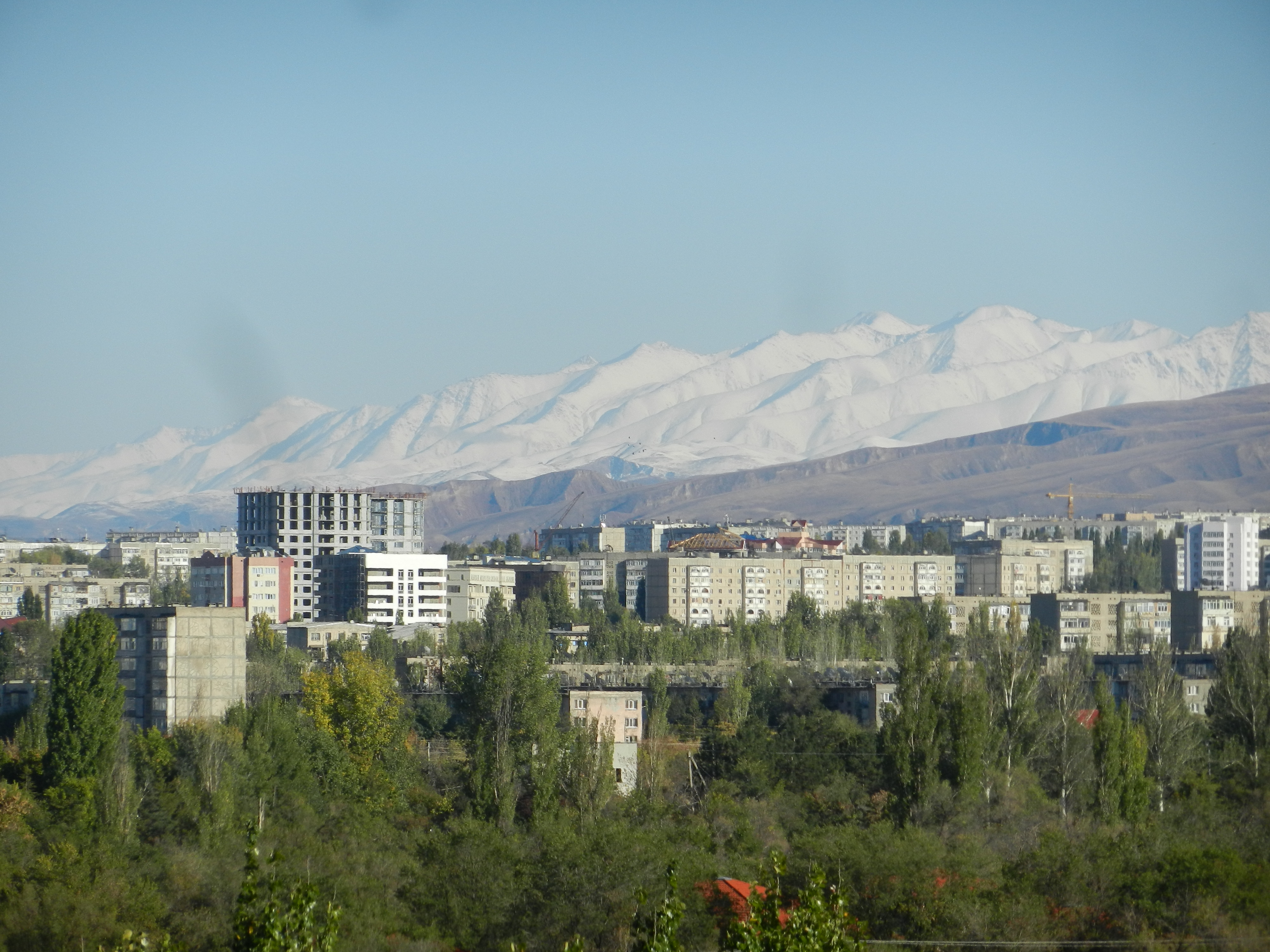
Vue générale de Bichkek.

## Frontières et territoire
Le Kirghizistan possède 3 878 km de frontières, réparties ainsi :
- Ouzbékistan : 1 099 km
- Kazakhstan : 1 051 km
- Tadjikistan : 870 km
- Chine : 858 km

## Topographie
Le pays est presque entièrement montagneux. Ces zones montagneuses divisent le pays en deux, le Nord-Est et le Sud-Ouest ; ces deux parties ne communiquent que par des cols situés à plus de 2 700 m d'altitude. Les principales villes du Kirghizistan se situent dans les zones les plus basses du pays.
Au nord, la capitale Bichkek se trouve à 800 m d'altitude, très près de la frontière avec le Kazakhstan. C’est dans cette région nord du pays que sont concédées plusieurs bases militaires internationales, essentiellement aériennes, à la Russie (conservées après que le Kirghizistan fut devenu indépendant) et aux États-Unis.
Au nord-est, le lac Yssyk Koul forme une petite mer intérieure de 6 332 km2 à 1 620 m d'altitude. Profond de 702 m, le lac est légèrement salé et ne gèle pas en hiver. Son nom, Yssik Koul, signifie d'ailleurs en kirghize « lac chaud », et il est en partie alimenté par des sources chaudes.
Au sud-est, la chaîne des Tian Shan marque la frontière avec la Chine et culmine à 7 439 m avec le Jengish Chokusu (« indépendance » en kirghize), qui est le point culminant du pays.
À l’ouest et au sud-ouest du pays, la vallée de Ferghana (commune au Kirghizistan, à l’Ouzbékistan et au Tadjikistan) est prise en tenaille par les chaînes du Fergana (au nord-est de la vallée) et du Pamir Alay (ou monts Alaï, au sud). La vallée est notamment le réceptacle de la puissante rivière Naryn, qui traverse la totalité du pays depuis les hauteurs des Tian Shan au nord-est du pays.
Le sud (bordé par le Pamir Alay) de la vallée du Fergana constitue l’autre foyer de peuplement. On y trouve les villes d’Och et de Djalalabad, ainsi que le point le plus bas du Kirghizistan, la vallée du Kara-Darya (la seconde source ou un affluent du Syr-Daria), à 132 m d'altitude.
Dans cette région, le pays entoure également deux enclaves de l’Ouzbékistan et une du Tadjikistan, reliées à ces pays par des droits de passage sur quelques voies de transport internationalisées en direction de la vallée principale au nord. La chaîne du Pamir Alay, qui domine la région, culmine au pic Lénine à 7 134 m et prolonge la frontière sud du pays avec le Tadjikistan, jusqu’à celle avec la Chine.

## Hydrologie
Passée en Ouzbékistan, la rivière Naryn devient le Syr-Daria, l’un des deux principaux fleuves nourriciers de l'Asie centrale ; le fleuve traverse ensuite une petite région au nord du Tadjikistan et alimente un petit lac (frontalier avec le sud-ouest du Kirghizistan), avant de traverser à nouveau l’Ouzbékistan, puis de se jeter avec peine dans la mer d’Aral en traversant une grande région au sud du Kazakhstan. Ce fleuve est, avec l’Amou-Daria (qui coule au Tadjikistan et au Turkménistan, mais qui ne parvient plus jusqu’à la mer d’Aral en Ouzbékistan car il sert à alimenter le canal du Karakoum construit au Turkménistan jusque vers la mer Caspienne), l’objet de litiges entre tous ces pays et d’un désastre écologique majeur, à cause du détournement massif pour l’agriculture (durant la période soviétique) de leurs eaux. Le Syr-Daria ne permet plus d’alimenter qu’une toute petite partie au nord de la mer d’Aral, uniquement au Kazakhstan (tandis que le bas du cours de l’Amou-Daria a été complètement asséché, condamnant la plus grande partie méridionale de la mer d'Aral autrefois partagée par le Kazakhstan et l’Ouzbékistan).

## Climat
Le climat de cette région est continental et varie selon les régions. Le climat de la vallée du Fergana au Sud-Ouest est subtropical et extrêmement chaud en été, avec des températures atteignant 40 °C. Au Nord, dans les zones de basse montagne, le climat est tempéré. Dans la zone du Tian Shan, le climat varie de continental à polaire selon l'altitude. Dans les zones les plus froides, les températures peuvent rester négatives pendant 40 jours en hiver et certaines zones désertiques connaissent des chutes de neige en continu durant cette saison. Dans les zones de moindre altitude, les températures varient de −6 °C en janvier à 24 °C en juillet.
En été, les journées sont généralement chaudes atteignant facilement les 30 °C. Par contre, la nuit tombée, les températures chutent parfois jusqu'à 10 °C. Le temps peut changer très rapidement.

## Subdivisions du Kirghizistan

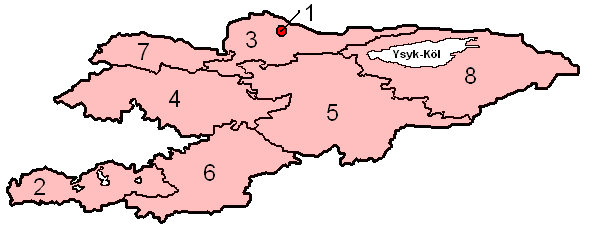
Oblastar du Kirghizistan.

Le Kirghizistan est divisé en sept régions (oblastary ; au singulier, oblasty) et une ville (shaary). Leurs centres administratifs portent généralement le même nom (dans la liste ci-dessous les exceptions sont notées entre parenthèses) :
1. Bichkek, shaary
2. Batken, oblasty
3. Tchouï, oblasty (Bichkek)
4. Djalal-Abad, oblasty
5. Naryn, oblasty
6. Och, oblasty
7. Talas, oblasty
8. Ysyk-Köl, oblasty (Karakol)

Chaque oblasty est divisé en districts (raion), administrés par des officiels nommés par le gouvernement. Les communautés rurales (aiyl okmotu), constituées au plus de vingt villages, ont leurs propres maires et conseils élus.

## Histoire
L'histoire ancienne du Kirghizistan est complexe, différents peuples de cultures très différentes y ont vécu au fil du temps. L'arrivée des Kirghizes y est relativement récente, au XVe siècle. L'ethnogenèse kirghiz n'est pas liée à ce territoire, mais à étudier en relation avec les Kirghiz de l'Ienisseï (539 à 1219, en Sibérie), entre autres, mais aussi avec les peuples turcs Kazakhs et Ouzbeks, ainsi qu'avec les Mongols kalmouks (ou Oïrats).
La région correspondant au Kirghizistan est peuplée par les Kirghizes à partir des XVe siècle et XVIe siècle. Ce peuple nomade turcique évoluant originellement, il y a 2 000 ans, dans le nord-est de la Mongolie et qui se serait d'abord déplacé vers le sud de la Sibérie entre le VIe siècle et le VIIIe siècle.
En 840, ils défont le Khaganat ouïgour, centré sur l'actuelle Mongolie, obligeant les Ouïghours à fuir plus au Sud, au Gansu et dans l'actuel Xinjiang en Chine. C'est à cette époque que serait née l'épopée de Manas, écrite bien plus tard. Les Kirghizes migrent ensuite vers la région de Touva dans l'actuelle Russie jusqu'au XIIIe siècle, période de la création de l'Empire mongol fondé par Gengis Khan, qui englobe rapidement les peuples turcs. Les Kirghizes de l'Ienisseï y sont intégrés en 1219. L'islam devient la religion principale de la région vers le XIIIe siècle ; la plupart des Kirghizes sont des musulmans sunnites de l'école hanafite.
Ils s'installent dans la région formant l'actuel Kirghizistan au XVe siècle.

### Khanat de Kokand (1709-1876)
Au début du XIXe siècle, le sud du territoire tombe sous le contrôle du khanat de Kokand (1710-1876 ou 1709-1883, ouzbek).

### Influence russe (1870-1990)
La partie sud du territoire kirghiz est formellement incorporée à l'Empire russe en 1876, au cours du Grand Jeu (rivalité coloniale anglo-russe).
La répression de plusieurs révoltes pousse un certain nombre d'habitants à émigrer vers l'Afghanistan ou la Chine.
En 1918, un soviet est fondé dans la région et l'oblast autonome kara-kirghiz est créé en 1924 au sein de l'URSS. En 1926, il devient la République socialiste soviétique autonome de Kirghizie. En 1936, la République socialiste soviétique kirghize est intégrée comme membre à part entière de l'URSS.
Lors des bouleversements politiques survenus à partir de la fin des années 1980 en Union soviétique, des élections libres sont organisées au Kirghizistan en 1991 qui voient la victoire d'Askar Akaïev au poste de président en octobre de la même année. Le pays devient la République du Kirghizistan en décembre 1991, tandis que Frounzé, la capitale nommée en l'honneur du dirigeant soviétique Mikhaïl Frounzé, reprend son nom présoviétique, Bichkek, en février 1991.

### Indépendance (1991)
Après l'échec du coup d'État à Moscou qui marque la fin de l'URSS, le Kirghizistan se prononce par un vote en faveur de l'indépendance vis-à-vis de l'URSS le 31 août 1991. Le pays adhère à la Communauté des États indépendants à la fin de la même année.
En mars 2002, des troubles éclatent dans le district d'Aksy lors de manifestations demandant la libération d'un opposant politique. La répression commandée par le Premier ministre Kourmanbek Bakiev tue six personnes[réf. nécessaire]. Peu après, le président Akaïev accepte la démission de Bakiev de ses fonctions et le remplace par Nikolaï Tanaïev. Le président Askar Akaïev lance ensuite une réforme constitutionnelle, à laquelle sont conviées l'opposition et la société civile ; elle se conclut en février 2003 par un référendum, vraisemblablement entaché d'irrégularités. Les amendements à la Constitution transforment, entre autres, le Parlement bicaméral en un Parlement monocaméral de 75 sièges à compter des élections de février 2005.

#### 2005: Révolution des tulipes
Au cours des années suivantes, le pouvoir, toujours détenu par Askar Akaïev, devient de plus en plus autoritaire. Les élections législatives du 27 février et du 13 mars 2005 sont dénoncées comme frauduleuses, particulièrement par les observateurs de l'Organisation pour la sécurité et la coopération en Europe (OSCE). Des troubles débutent vers la fin mars qui se transforment rapidement dans le sud du pays en manifestations appelant à la démission du gouvernement en place. Le 24 mars, 15 000 manifestants partisans de l'opposition venus du sud du pays se heurtent à la police à Bichkek et prennent d'assaut l'immeuble abritant la présidence après des rumeurs faisant état de la fuite du président Akaïev hors du pays. C'est la « révolution des Tulipes ».
Après la révolution des Tulipes qui suit ces élections, le gouvernement intérimaire promet de développer de nouvelles structures politiques et de régler certains problèmes constitutionnels. La démission forcée de l'ancien président Askar Akaïev est acceptée par le Parlement kirghize le 11 avril 2005.
Les chefs de l'opposition mettent en place un gouvernement intérimaire et promettent d'organiser rapidement de nouvelles élections afin de prétendre à une légitimité définitive. Les luttes au sein de l'opposition sont réglées rapidement, Kourmanbek Bakiev prenant les postes de président et de Premier ministre.

#### 2005-2010: Présidence Bakiev
Kourmanbek Bakiev remporte ensuite l'élection présidentielle le 10 juillet 2005 organisée trois mois après le soulèvement populaire qui a provoqué la fuite de l'ancien président, Askar Akaïev, en Biélorussie. Le nouveau gouvernement, dirigé par Felix Koulov, est définitivement constitué en septembre 2005.
Un an après les événements de mars 2005, une nouvelle opposition se structure pour exiger la mise en œuvre des réformes annoncées à l'issue de la révolution des Tulipes. Elle réunit d'anciens alliés de Bakiev et d'anciens partisans d'Akaïev.
Début novembre 2006 l'opposition manifeste sur la place centrale de Bichkek pour réclamer une réforme constitutionnelle réduisant les compétences du président Kourmanbek Bakiev, accusé de népotisme et de corruption. Elle réclame, en outre, l'indépendance de la compagnie de radio-télévision et le limogeage de plusieurs hauts responsables. Les opposants et les fidèles du président Kourmanbek Bakiev parviennent finalement à un compromis sur une réforme de la Constitution qui rendrait les institutions du pays plus démocratiques.
Signée le 9 novembre 2006 par le président Bakiev, la nouvelle constitution instaure une république présidentielle et parlementaire. Le Parlement, composé de 90 sièges, pourra approuver le gouvernement, dont le Premier ministre sera nommé par le parti vainqueur aux élections, avec l'accord du président.
Cependant, dès le 30 décembre 2006, à la faveur de la crise institutionnelle ouverte par la démission du gouvernement de Felix Koulov, le président obtient des députés le vote d'une nouvelle version de la Constitution qui lui redonne plusieurs des pouvoirs concédés en novembre.
Le 29 janvier 2007, le Parlement approuve la nomination par le président Bakiev d'Azim Isabekov, ex-ministre de l'Agriculture dans le gouvernement Koulov, au poste de Premier ministre.
Le 29 mars 2007, Azim Issabekov donne sa démission, le président kirghiz ayant refusé de limoger sept personnes du gouvernement dans le but de les remplacer par des membres de l'opposition. Son remplaçant est Almazbek Atambaev, l'un des représentants du mouvement d'opposition Za reformy (Pour les réformes).
Atambaev démissionne à son tour le 30 mars. Iskenderbek Aidaralïev assure l'intérim jusqu'aux élections législatives de décembre 2007, qui portent Igor Tchoudinov (du parti Ak Jol (en)) au poste de Premier ministre,.
Jusqu'en 2009, le président Bakiev dirige le pays en maintenant une relative ouverture politique, loin des normes démocratiques occidentales, mais certains[Qui ?] observateurs étrangers classaient le Kirghizistan comme le pays le plus démocratique d'Asie centrale. À partir de 2009, on note cependant un net virage présidentialiste. La réforme de l'État conduite à l'automne 2009 voit les ministères importants rejoindre l'Institut du président, et les autres être dépossédés d'une grande partie de leurs attributions[réf. nécessaire].
L'opposition politique et les ONG de défense des droits de l'homme sont harcelées avec une intensité croissante. Plusieurs meurtres de journalistes et d'opposants défraient la chronique et provoquent les protestations de l'Union européenne[réf. nécessaire]. Si le Kirghizistan reste alors plus ouvert que ses voisins, comme l'Ouzbékistan ou le Turkménistan, il connaît cette année-là une dégradation rapide du climat politique, et reste classé parmi les pays les plus corrompus du monde.

#### 2010: Révolution kirghize
Le 7 avril 2010, une violente manifestation des opposants au régime du président Bakiev dégénère. On compte 75 morts et 500 blessés dans la capitale, Bichkek. Dans la soirée, des centaines d'opposants assiègent le Parlement situé à proximité de la résidence présidentielle. Le Premier ministre, Daniyar Üsenov, déclare l'état d'urgence et un couvre-feu est instauré. Trois chefs de l'opposition sont interpellés et inculpés pour crimes graves, puis l'un d'eux, Omourbek Tekebaïev, est libéré plus tard dans la journée.
Toujours en soirée, le Premier ministre, Daniyar Üsenov, ayant « remis une lettre de démission », après des négociations avec l’un des chefs de l’opposition, celui-ci, Temir Sarïev, l'annonce à la radio kirghize Azattyk. Dans la foulée, l’opposition forme son « propre gouvernement », avec à sa tête l’ex-ministre des Affaires étrangères, Roza Otounbaïeva.
Les États-Unis s'inquiètent de l'instabilité du pays, dans la mesure où ils disposent d'une base militaire aérienne qui leur sert de pont pour faire transiter leurs hommes et leur matériel vers l'Afghanistan. Parallèlement, la Russie propose son aide au gouvernement par intérim.
Le 16 avril 2010, Kourmanbek Bakiev, le président déchu, déjà parti en exil au Kazakhstan, démissionne officiellement dans une lettre télécopiée adressée aux nouveaux dirigeants du pays[réf. nécessaire].
Bakiev étant en exil, Roza Otounbaïeva est chargée de diriger le pays par intérim, et d'écrire une nouvelle Constitution parlementaire.

#### Depuis la révolution
Après son élection en octobre 2011 et entre le 1er décembre 2011 et jusqu'au 24 novembre 2017, Almazbek Atambaev est président. Il est le premier président à terminer son mandat.
Après son élection en octobre 2017, Sooronbay Jeenbekov est le président du Kirghizistan.
Le 10 janvier 2021, Sadyr Japarov est élu président du Kirghizistan et succède à Sooronbay Jeenbekov.

## Économie

Développement du PIB par habitant des pays d'Asie centrale.

Le Kirghizistan reste un pays assez pauvre, dont l'économie est essentiellement tournée vers l'agriculture. Juste avant la chute de l'URSS en 1991, 98 % des exportations du Kirghizistan étaient destinées à l'Union soviétique ; l'effondrement de cette dernière a considérablement ralenti la production du pays au début des années 1990. Des réformes importantes furent entreprises qui ont certes permis d'améliorer la performance économique du pays au cours des dernières années (le Kirghizistan fut la première république de l'ancien bloc soviétique à être admise à l'Organisation mondiale du commerce en décembre 1998), mais ses revenus ne sont toujours pas constants et la pauvreté reste très présente.

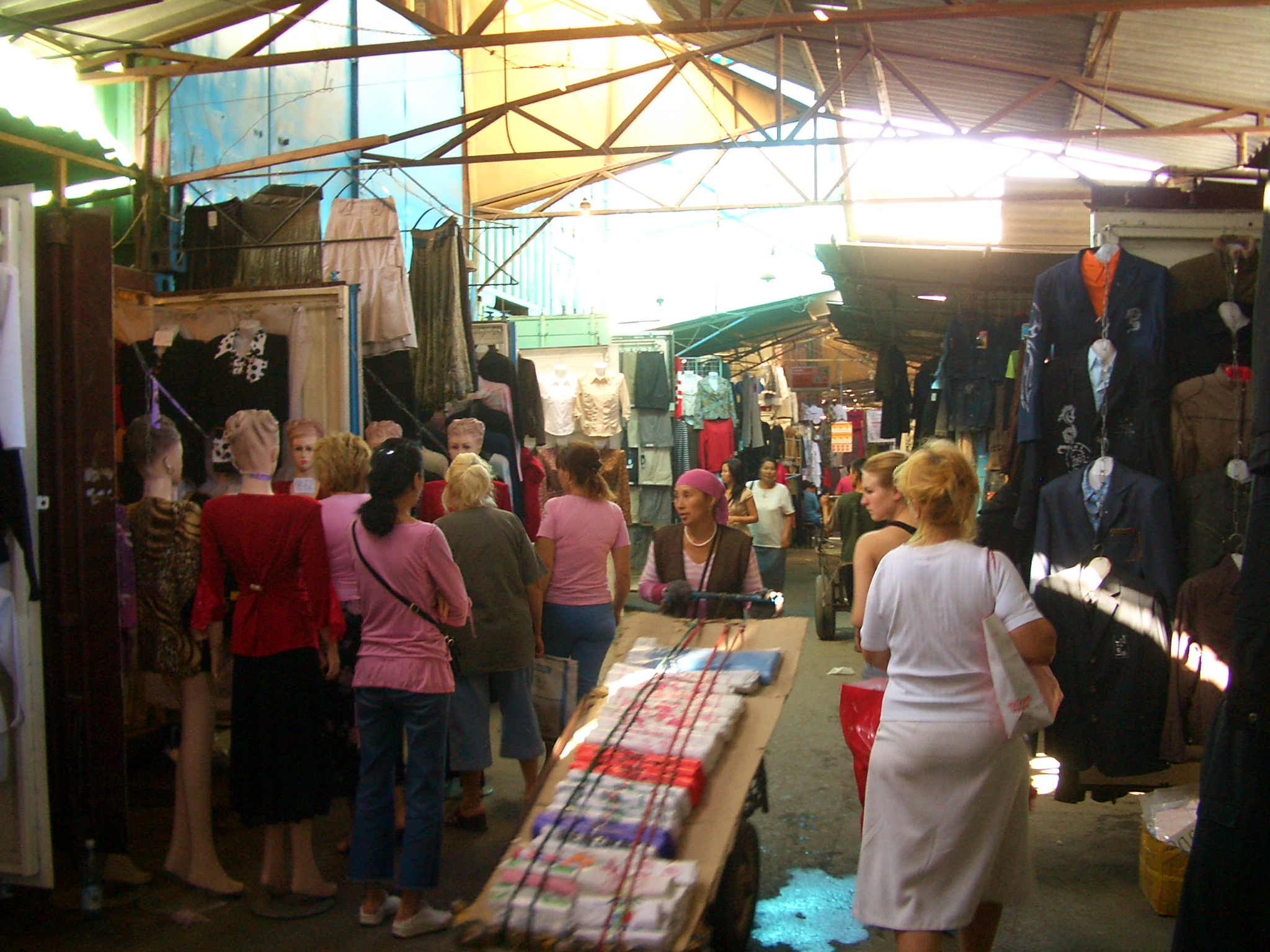
Le bazar Dordoï de Bichkek.

L'agriculture est un des principaux secteur d'activité du pays, représentant 12,1% au produit intérieur brut et fournissant des emplois à environ 21% de la population active. Le Kirghizistan est montagneux et convient à l'élevage du bétail, la principale activité agricole. Les pâturages couvrent environ la moitié de la superficie du Kirghizistan soit 9 millions d'hectares et l'élevage extensif joue un rôle majeur dans l'économie, la société et la culture du pays. Les productions dominantes incluent le blé, le sucre de betterave, le coton, le tabac, les légumes, les fruits et les noix ; dans une moindre mesure, la laine, la viande et les laitages.
Le Kirghizistan exporte principalement des métaux non ferreux et des minéraux, des produits manufacturés en laine et agricoles, de l'énergie électrique et quelques autres marchandises. La première source de devises est la production d'or de la mine kirghizo-canadienne de Kumtor, dont l'activité représente environ 10 % du PIB. Ses importations comprennent du pétrole, du gaz naturel, des métaux ferreux, des produits chimiques, la plupart de ses outils et machines, du bois, du papier, un peu de produits alimentaires et des matériaux de construction. Ses partenaires commerciaux principaux sont la Chine, la Russie, le Kazakhstan, les États-Unis, l'Ouzbékistan et l'Allemagne.
Le PIB par habitant du Kirghizstan s'élève à 1 146 dollars en 2020, selon les estimations du FMI. En 2020, le Kirghizstan enregistre une baisse de son produit intérieur brut de 8,6%, imputable à la situation sanitaire du pays causée par la pandémie de Covid-19, mais aussi du fait des troubles politiques qui ont affecté le pays en octobre 2020. La pauvreté demeure répandue dans les régions rurales et montagneuses, où 22% des ménages sont en situation d'insécurité alimentaire en 2018. Cependant, les réformes économiques menées après l'indépendance ont eu pour effet global de faire reculer la pauvreté, touchant 52% de la population kirghize en 2000 contre 20 % en 2019.
En 2024, le Kirghizistan est classé en 99e position pour l'indice mondial de l'innovation.

### Transport
L'aéroport international de Manas, desservant la capitale Bichkek, ainsi que l'aéroport d'Och, relie le pays par liaisons aériennes à la Chine par la ville d'Urumqi, à l'Ouzbékistan par Tachkent et au Kazakhstan par Almaty. Les deux aéroports relient également le Kirghizstan à la Russie par les villes d'Iekaterinbourg, de Krasnoïarsk et de Novossibirsk.
Le transporteur aérien national Kyrgyzstan Airlines (en) (en russe : Кыргызстан Аба Жолдору) était la compagnie aérienne nationale du Kirghizistan, avec son siège social sur les terrains de l'aéroport international de Manas à Bichkek. Il exploitait des vols internationaux et nationaux réguliers, ainsi que des vols charters. Sa base principale était l'aéroport international de Manas, avec un hub à l'aéroport d'Och. Elle a fait faillite en 2005.
Il n’existe qu’une ligne de chemin de fer au Kirghizstan, au départ de la capitale Bichkek. Cette ligne permet aux voyageurs de se rendre soit au Kazakhstan, soit dans la commune kirghize de Balyktchi, près du lac Issyk-Koul.

## Politique
La Constitution de 1993 définit le statut politique du pays comme une république démocratique. Le pouvoir exécutif est composé d'un président et d'un Premier ministre. Le pouvoir législatif est bicaméral. Le pouvoir judiciaire est composé d'une Cour suprême (en), d'une Cour constitutionnelle, de cours locales et d'un procureur général.
Signée le 9 novembre 2006 par le président Bakiev, une nouvelle constitution instaure une république parlementaire. Le Parlement, composé de 90 sièges, pourra approuver le gouvernement, dont le Premier ministre est nommé par le Parti vainqueur aux élections, avec l'accord du président.
En avril 2010, le président Kurmanbek Bakiev est chassé par un mouvement de contestation populaire, prenant racine dans la hausse des prix de l'énergie et dans la corruption endémique sévissant dans le pays. Lors de ces contestations, les confrontations entre les forces de l'ordre et les manifestants font 84 morts et des milliers de blessées.
En juin 2010, Och, la deuxième ville du pays, devient le théâtre de violences dirigées envers la communauté ouzbek. Partant d'une simple altercation entre quelques individus, ces violences se transforment rapidement en conflit interethnique, faisant environ 2 000 morts et provoquant le départ du pays de 300 000 ouzbeks. Le 27 juin 2010, un référendum est organisé par les pouvoirs publics kirghizes en réponse à ces violences. La population est appelée à prendre position en faveur ou non d'une réforme constitutionnelle visant à réduire les pouvoirs du président au profit du parlement. La nouvelle constitution est adoptée à la suite du scrutin.
Le Kirghizistan fait partie de l'Organisation de coopération de Shanghai (OCS), dont il est en 2001 l'un des membres fondateurs.

## Démographie
En 2016, la population du Kirghizistan était estimée à 5 727 553 habitants[réf. nécessaire] La même année, 30,1 % avaient moins de 15 ans et 5,13 % plus de 65. Le pays est rural à 64,3 %, pour une densité de population assez faible de 29 habitants par km2. La capitale, Bichkek, compte officiellement 589 000 habitants, auxquels il convient d'ajouter de nombreux saisonniers, ainsi que des occupants illégaux de terrains non répertoriés dans les statistiques. L'espérance de vie est en 2016 de 70,7 ans, avec une espérance de vie de 75 ans pour les femmes et de 66 ans pour les hommes.

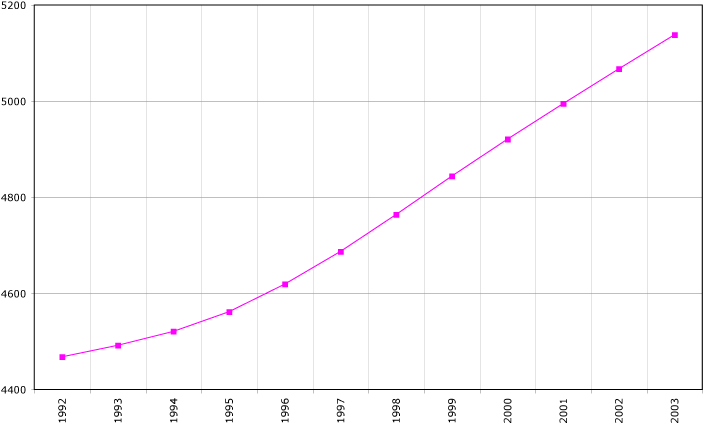
Évolution de la démographie entre 1992 et 2003 (chiffres de la FAO, 2005). Population en milliers d'habitants.

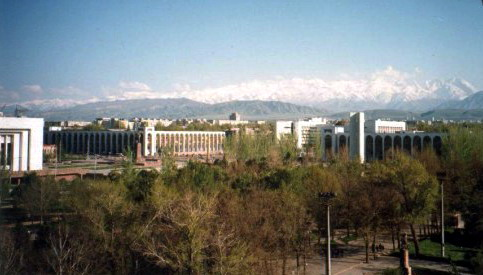
Vue de Bichkek.

Le taux de natalité de 22,6 ‰ reste élevé, et le taux de mortalité de 6,6 ‰ est faible, avec un solde migratoire de - 30 000 personnes. Le Kirghizistan a un taux d'alphabétisation de 97 % en 2001[réf. nécessaire].
65 % de la population sont d'origine kirghize, groupe ethnique turcique présentant des influences mongoles, et étant historiquement constitué de bergers semi-nomades, ils sont divisés en quarante clans. La plus grande minorité est celle des Ouzbeks (14,5 % de la population), principalement installés dans le Sud, suivis par les personnes d'origine russe (9,0 %, essentiellement dans le Nord, constamment en baisse du fait de leur émigration), doungane (1,2 %), ouïghoure (1,1 %), tadjike (1,1 %), meskhète (0,9 %), kazakhe (0,7 %), ukrainienne (0,5 %, en baisse) et coréenne (0,3 %). Il existe également de petites communautés d'origine allemande, mais la plupart sont parties dans les années 1990.
Près de 75 % de la population est composée de musulmans sunnites (islam), avec 20 % de chrétiens orthodoxes et quelques milliers de catholiques[réf. nécessaire].

### Langues
Le Kirghizistan est l’une des trois ex-Républiques socialistes soviétiques, avec le Kazakhstan et la Biélorussie, à conserver le russe comme langue officielle.
Le pays a, en plus de celle-ci, ajouté la langue kirghize peu après l’indépendance en septembre 1991.
Celle-ci appartient au groupe des langues turciques. En 1924, un alphabet basé sur l'alphabet arabe fut introduit, remplacé par l'alphabet latin en 1928. En 1941, l'alphabet cyrillique fut définitivement adopté.
D’après un recensement de 2009, le kirghize se place en tête des langues parlées avec 71 % de locuteurs natifs, l’ouzbek en deuxième position avec 15 %. Malgré son statut de langue officielle, le russe n’occupe que la troisième place avec 9 % de locuteurs, les 5 % restants étant partagés par d’autres langues[réf. nécessaire].
Toutefois, selon le même recensement, la langue russe est maîtrisée par 40 % de la population en raison du fait qu’elle constitue encore la langue des affaires et de la politique. La langue kirghize apparaît dans la vie politique et notamment beaucoup de débats parlementaires sont menés en cette langue.[réf. nécessaire]

### Groupes ethniques
| Groupe ethnique | recensement de 1926 | recensement de 1926 | recensement de 1959 | recensement de 1959 | recensement de 1989 | recensement de 1989 | recensement de 1999 | recensement de 1999 | recensement de 2018 | recensement de 2018 | 2021 recensement | 2021 recensement | recensement de 2022 | recensement de 2022 |
| Groupe ethnique | Nombre              | %                   | Nombre              | %                   | Nombre              | %                   | Nombre              | %                   | Nombre              | %                   | Nombre           | %                | Nombre              | %                   |
| --------------- | ------------------- | ------------------- | ------------------- | ------------------- | ------------------- | ------------------- | ------------------- | ------------------- | ------------------- | ------------------- | ---------------- | ---------------- | ------------------- | ------------------- |
| Kirghize        | 661 171             | 66,6                | 836 831             | 40,5                | 2 229 663           | 52,4                | 3 128 147           | 64,9                | 4 587 430           | 73,3                | 4 995 900        | 74,1             | 5 379 000           | 77,5                |
| Ouzbeks         | 110 463             | 11,1                | 218 640             | 10,6                | 550 096             | 12,9                | 664 950             | 13,8                | 918 262             | 14,6                | 999 300          | 14,8             | 986 900             | 14,2                |
| Russes          | 116 436             | 11,7                | 623 562             | 30,2                | 916 558             | 21,5                | 603 201             | 12,5                | 352 960             | 5,6                 | 335 200          | 5,0              | 282 800             | 4,1                 |
| Ukrainiens      | 64 128              | 6,5                 | 137 031             | 6,6                 | 108 027             | 2,5                 | 50 442              | 1,0                 | 11 252              | 0,2                 |                  |                  |                     |                     |

### Religion
La religion principale est l'islam sunnite, de l'école hanafite. Mais la pratique religieuse musulmane est marquée également par les influences du chamanisme, existant antérieurement à l'islam, et du soufisme, dont les missionnaires ont joué un grand rôle dans l'islamisation de la région.
La pratique religieuse est faible, du fait du passé communiste de la république, mais surtout du fait de l'apport de pratiques animistes et chamaniques, et de l'esprit de groupe, tribal et patriarcal, où la figure d'un patriarche (le doyen de la famille) est respectée. L'extrémisme religieux est très rare, et les idées laïques, apportées au temps du communisme, sont très répandues.
Si les chrétiens orthodoxes se retrouvent surtout chez les Russes et autres Slaves, la pratique religieuse est rare. Le protestantisme est récent, et avant l'indépendance du pays, il concernait surtout les Allemands de la Volga, déportés, où on retrouvait aussi une minorité catholique.

## Culture et patrimoine

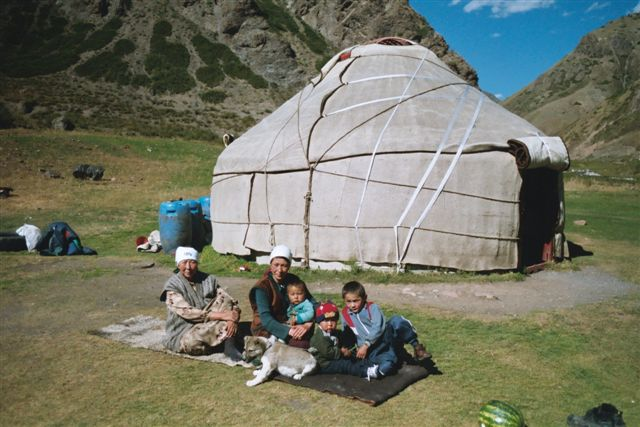
Famille kirghize devant sa yourte.

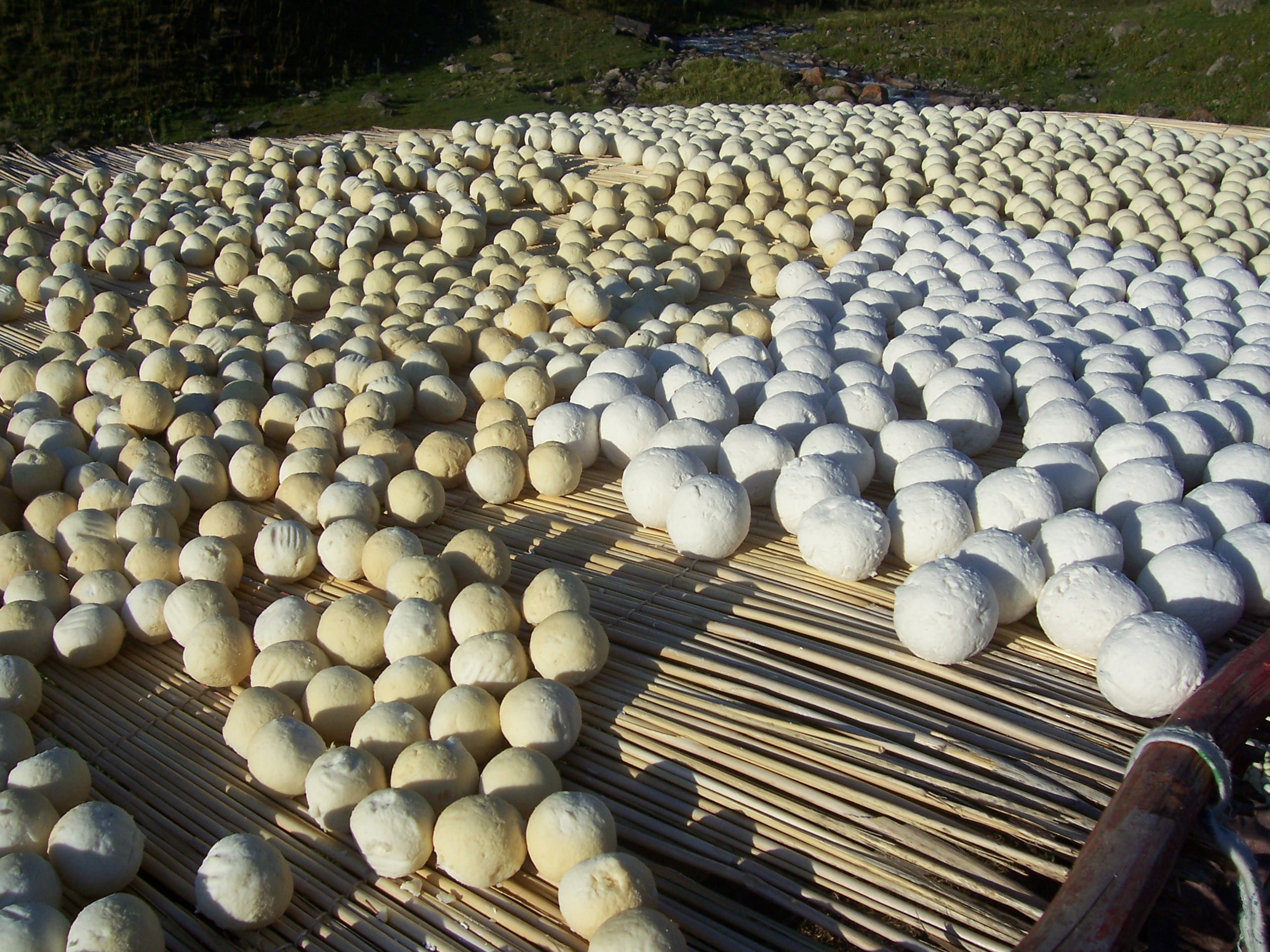
Les kourouts : fromages traditionnels roulés sous forme de billes et séchés.

### Identité culturelle
Traditionnellement un peuple nomade, les Kirghizes restent attachés à ses traditions. Elles comprennent notamment les artisanats liés à la fabrication et à la décoration de la yourte, faite d'épaisses toiles de feutre. Le cheval occupe une grande place dans l'art, l'imaginaire et la symbolique collective. Ainsi le Kok borou et l'Oulak tartysh, deux variantes du jeu équestre du bouzkachi, sont restés des sports très populaires.
Les trois premières éditions des Jeux mondiaux nomades, qui mettent en valeur ces sports traditionnels kirghizes, se sont déroulés au Kirghizistan, en 2014, 2016 et 2018. Ces jeux ont pris place dans la ville de Tcholponata, au nord du pays.
L'épopée, et le poème mélodique improvisé, sont les expressions artistiques par excellence. Ce dernier est accompagné au moyen d'un instrument à trois cordes, le Komuz (luth), et peut faire l'objet de joutes entre deux orateurs, les aïtysh. L'épopée Manas, phénomène littéraire par son volume et son emphase, transmise et enrichie sur plusieurs siècles par la tradition orale, fait la fierté d'un peuple qui connaît actuellement un processus de réappropriation de ses racines historiques et mythologiques.

### Cinéma
Dans la seconde moitié du XXe siècle, le Kirghizistan s'est illustré par un cinéma poétique nourri de la clarté et de la rigueur des écoles soviétiques, avec une génération de grands cinéastes (qualifiée de « miracle kirghiz ») dont Tolomouch Okeev et Bolotbek Chamchiev. Depuis l'indépendance, il convient de citer avant tout la trilogie d'Aktan Arym Kubat composée des films La Balançoire, Le Fils adoptif et Le Singe.

### Littérature
La littérature kirghize reste principalement orale jusqu'au XXe siècle, avec des récits épiques nationaux, guerriers et lyriques, tels que Manas, Kedeï-khan ou Kourmanbek.
Dans le domaine de la littérature écrite, se détache la figure de Tchinguiz Aïtmatov, auteur de nombreux livres, traduits en plusieurs langues, notamment Jamilia, Le premier maître, Il fut un blanc navire, Une journée plus longue qu'un siècle et Les rêves de la louve.

### Fêtes et jours fériés
| Date        | Nom français                        | Nom local        | Remarques                                               |
| ----------- | ----------------------------------- | ---------------- | ------------------------------------------------------- |
| 1er janvier | Nouvelle année                      | Жаңы жыл         |                                                         |
| 8 mars      | Journée internationale des femmes   | ~                | ~                                                       |
| 21 mars     | Noorouz                             | Нооруз           | Nouvel an, fête spécifique aux pays d'Asie centrale.    |
| 1er mai     | Jour international des travailleurs | ~                | ~                                                       |
| 5 mai       | Jour de la Constitution             | День конституции | Commémore la Constitution.                              |
| 9 mai       | Fête de la Victoire                 | ~                | Commémore la capitulation de l'Allemagne nazie en 1945. |
| 31 août     | Fête nationale                      | Эркин күнү       | Commémore le vote de l'indépendance du pays en 1991.    |

## Tourisme
Depuis 2012 les voyageurs de quarante pays (dont la France, la Belgique et la Suisse) sont dispensés de visa pour les séjours touristiques et d’affaires de moins de 60 jours. Le Kirghizistan interdit aux personnes étrangères séropositives d'obtenir un permis de travail.

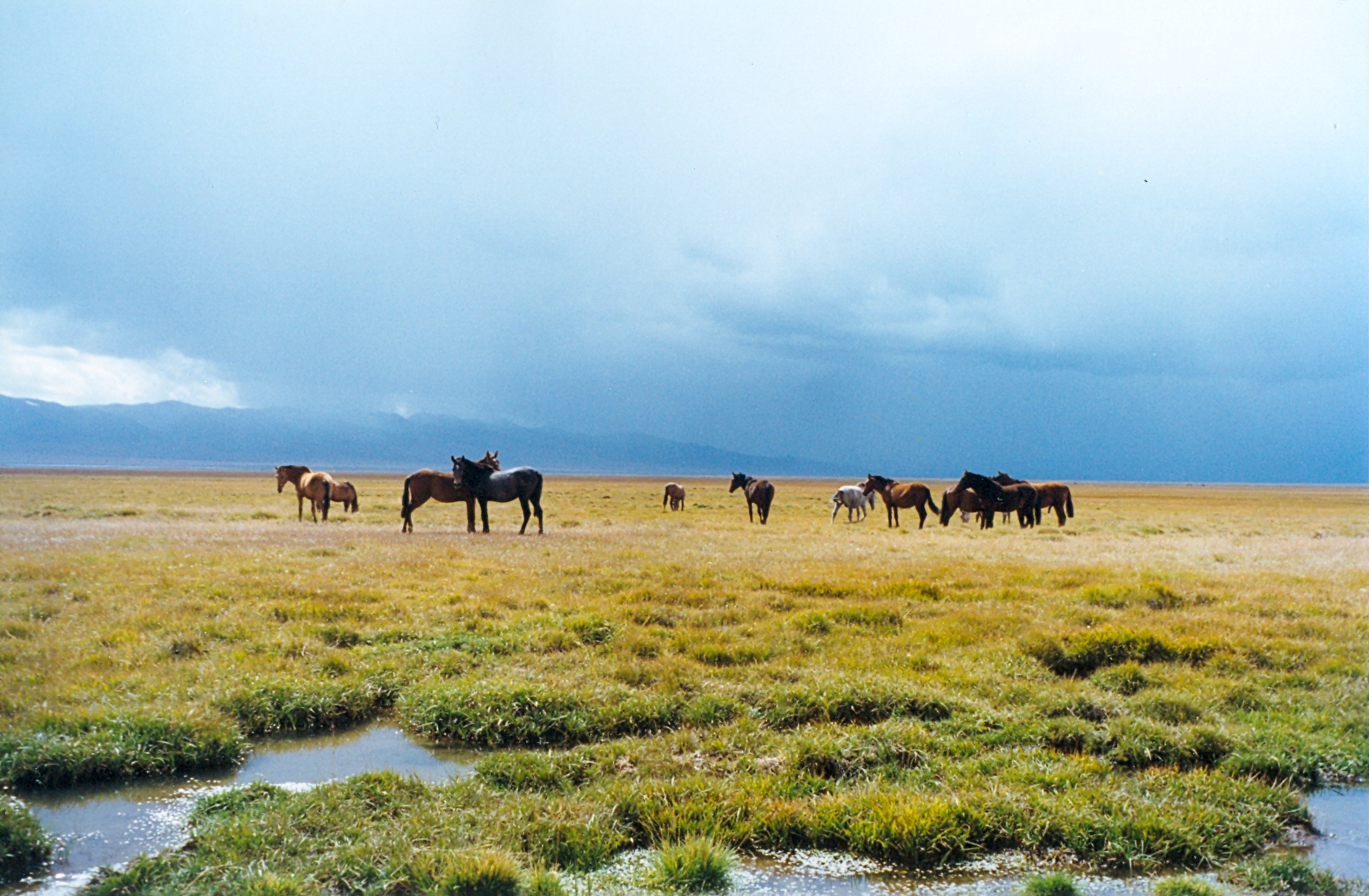
Chevaux pâturant près de Songköl.

Le Kirghizistan constitue une destination encore peu pratiquée, mais très appréciée pour le tourisme d'aventure et nature : alpinisme, paralpinisme, heliskiing (en), trekking, randonnées à cheval, rafting, VTT, et chasse.
Les principaux sites présentant un attrait touristique sont :
- le lac Yssyk Koul à 1 600 m d'altitude, à l'est du pays ;
- le lac de haute montagne Son Koul à 3 000 m, région de Naryn ;
- le glacier Inylchec et le Jengish Chokusu (indépendance en kirghize) à 7 439 m et le Khan Tengri à 7 010 m, aux frontières chinoises et kazakhes ;
- le pic Lénine à 7 134 m, à la frontière avec le Tadjikistan ;
- le site du caravansérail de Tach Rabat à 3 200 m, dans la province de Naryn ;
- le plus grand site de pétroglyphes d'Asie centrale de Saimaluu-Tash, à proximité de Kazarman, dans la région de Djalalabad et celle de Tcholponata sur le lac Issyk-Koul ;
- le village d'Arslanbob, au cœur de l'unique massif forestier constitué de noyers, dans la province de Djalal-Abad ;
- les villes d'Uzgen et Och, au sud du pays ;
- la Tour Burana, site archéologique, ancienne capitale d'Asie centrale, reste le minaret et fondations d'un mausolée, près de Tokmak ;
- le lac de Merzbacher, lac de glacier se vidant deux à quatre fois par an ;
- les Syrthes (hauts plateaux, à partir de 3 500 m d'altitude), à partir de l'est vers l'ouest : Syrthe Sary Jaz, Syrthe Ak-Chirak, Syrthe Ak-Saï ;
- la gorge de Konorchek (province d'Yssykköl) ;
- le canyon de la Kekemeren (province de Naryn).